# Henri de Carrion-Nizas (1767-1841)
Pour les articles homonymes, voir Henri de Carrion-Nizas, Carrion et Nizas.
Marie Henry François Élisabeth de Carrion de Nisas, né à Pézenas le 17 mars 1767 et mort à Montpellier le 5 juillet 1841, est un général de brigade du Premier Empire, auteur dramatique et homme politique français. Il est de la même famille que Henri de Carrion-Nizas (1661-1754).

## Biographie
Le marquis de Carrion de Nisas est l'un des vingt-trois barons des États du Languedoc, mais ses biens étant passés par substitution aux Spinola, de Gênes, il se jette dans la carrière des armes, et n'est qu'un pauvre officier de cavalerie quand la Révolution française éclate. Partisan des idées nouvelles, il est élu maire de Lézignan-la-Cèbe (1790-1792), commune dont il a été le seigneur, est arrêté en 1793, comme suspect de fédéralisme, et doit la liberté au coup d'État du 9 Thermidor.
Oublié dans une retraite où il s'occupe de littérature et de ses fonctions de conseiller général de l'Hérault (1799), il vient à Paris après le coup d'État du 18 brumaire, pour faire représenter une tragédie, Montmorency, dont il est l'auteur, se trouve en rapports avec le général Bonaparte, qu'il a connu à l'École militaire de Brienne, s'attache à sa fortune, épouse Mlle de Vassal, proche parente de Cambacérès, et devient membre du Tribunat le 18 pluviôse an XI. Pour ses débuts il fait d'importants discours sur le divorce, sur le Concordat, et passe successivement et rapidement secrétaire en messidor an XI, puis président le 11 floréal an XII de cette assemblée. 
Pariant sur l'instruction publique, il réfute les idées de Jean-Jacques Rousseau, et le 1er mai 1804, appuie énergiquement la motion de Curée demandant l'établissement du gouvernement impérial, et répond aux objections de Carnot : « Le citoyen Carnot devrait plus que personne être intimement ramené par la réflexion et par l'expérience, et, si j'ose le dire, par ses malheurs et par ses fautes, aux sentiments qui dominent dans cette assemblée et dans la nation. Dans un premier système de démocratie, le citoyen Carnot a eu le malheur d'être exposé à siéger parmi des prescripteurs... etc. »
Carrion de Nisas est récompensé de son zèle par la décoration de la Légion d'honneur le 4 frimaire an XII et le titre de chancelier de la 9e cohorte. Mais ayant désapprouvé le décret qui exclut de l'hérédité les frères de l'empereur, il tombe en disgrâce, se tourne vers le théâtre et voit tomber au Théâtre-Français, sa tragédie de Pierre-le-Grand (1804). Il reprend le métier des armes comme lieutenant dans les gendarmes d'ordonnance, se distingue à Zurmia, est promu capitaine, et est chargé de porter à l'impératrice Joséphine le traité de Tilsitt.
Ayant à son audience de congé, essayé de donner à Napoléon Ier des conseils de paix et de modération, il faillit essuyer une nouvelle disgrâce, qui est atténuée par l'empressement qu'il met en arrivant à Paris, à approuver la suppression du Tribunat en 1807.
Chef d'escadron dans l'état-major de Junot, en Portugal, il sauve ce dernier à Vimeiro, passe adjudant-commandant au siège de Saragosse, puis à l'armée de Castille sous le roi Joseph, qui l'envoie porter à l'Empereur les détails de la victoire de Talaveyra. Cette mission lui vaut le titre de baron de l'Empire le 2 novembre 1810. Il retourne en Espagne, où il ravitaille Barcelone, mais s'étant laissé surprendre par l'ennemi, il est destitué.
Il s'engage de nouveau comme simple soldat, assiste comme volontaire dans le 20e dragons aux batailles de Bautzen et de Leipzig, et se distingue pendant la campagne de France (1814), par plusieurs actions d'éclat, notamment à Pavillon (Aube).
Après l'abdication de l'Empereur, il est des premiers à mettre son épée au service du roi, est nommé en mars 1815, secrétaire général au ministère de la Guerre, propose divers plans pour arrêter la marche de Napoléon au retour de l'île d'Elbe, mais se rallie à lui dès qu'il est arrivé à Paris. L'empereur le charge lors du Combat de Sèvres de la défense des ponts de Saint-Cloud et de Sèvres. C'est lui qui lut l'adresse au Champ de mai (1815) au nom du peuple français et de la députation centrale des électeurs. Au pont de Saint-Cloud, il résiste, avec 3 000 hommes, à l'attaque de 15 000 Autrichiens, ce qui lui vaut du gouvernement provisoire, le grade de maréchal de camp le 5 juillet 1815.
La seconde Restauration ne reconnaît pas ce grade, et place pour deux ans, Carrion de Nisas sous la surveillance de la haute police. Il ne s'occupe plus jusqu'à sa mort, que de la culture des lettres, et est admis à la retraite comme maréchal de camp le 17 août 1832.

## Titres
- Co-seigneur de Lézignan-la-Cèbe;
- Seigneur de Cazouls ;
- Baron Carrion de Nisas et de l'Empire (lettres patentes du 2 novembre 1810)

## Décorations
- Légion d'honneur :
  - Légionnaire (4 frimaire an XII),
  - Chancelier de la 9e cohorte de la Légion d'honneur

## Autres fonctions
- Maire de Lézignan-la-Cèbe (1790-1792) ;
- Conseiller général de l'Hérault (1799) ;
- Député de l'Hérault au Tribunat (10 février 1801 - 19 août 1807) ;
- Secrétaire général au ministère de la Guerre (mars 1815 : première Restauration).

## Armoiries
| Figure | Blasonnement |
|        | Armes du baron Carrion de Nisas et de l'Empire Parti d'un trait coupé de deux ; au 1er d'azur à la croix d'or; au 2e des barons de l'armée ; au 3e d'azur à trois tours 2 et 1 d'argent, ouvertes, ajourées et maçonnées de sable ; au 4e d'azur à la bande d'or senestrée d'un lion du même ; au 5e d'azur à la comète d'or ; au 6e d'azur à la tour d'argent ouverte, ajourée et maçonnée de sable; au comble de gueule chargé de trois casques au profil d'argent; sur le tout d'azur à la tour d'argent, donjonnée de trois tourelles du même, ouvertes, ajourées et maçonnées de sable. |

## Œuvres
Outre de nombreux discours, on a de lui :
- Discours sur le Concordat (1802),
- Organisation de la force armée (1817),
- Lettre à un électeur (1820),
- Essai l'histoire générale de l'art militaire, de son origine, de ses progrès et de ses révolutions, depuis la première formation des sociétés européennes jusqu'à nos jours, paru en deux volumes (1823),
- Campagne d'Allemagne en 1800 (publiée en 1829), etc.

### Théâtre
Il avait aussi composé des tragédies qui eurent peu de succès, dont :
- Montmorenci, tragédie en 5 actes, Paris, Théâtre-Français de la République, 1er juin 1800 ;
- Pierre-le-Grand, tragédie en 5 actes, Paris, Théâtre-Français de la République, 19 mai 1804